# نوريو هاياكاوا
نوريو هاياكاوا (بالإنجليزية: Norio Hayakawa)‏ هو موسيقي أمريكي، ولد في 1944 في يوكوهاما في اليابان.

## وصلات خارجية
- الموقع الرسمي
- نوريو هاياكاوا على موقع ميوزك برينز (الإنجليزية)